# Westwood, Pennsylvania
Westwood är en ort i Chester County i delstaten Pennsylvania, USA.